# 제48회 대통령배 전국고교야구대회
제48회 대통령배 전국고교야구대회는 2014년 8월 11일부터 8월 25일까지 춘천 의암 야구장에서 열렸고, 중앙일보와 일간스포츠, 대한야구협회가 공동 주최했다. 서울고등학교가 우승하였으며 임석진이 최우수선수에 선정되었다.

## 참가 고교
※강조된 고등학교는 작년 우승 팀 자격으로 참가한 고등학교임.

## 경기 결과
| 1회전 (34강) | 1회전 (34강) | 1회전 (34강) |
| 부전승       | 승리         | 패배         |
| ------------ | ------------ | ------------ |
|              |              |              |

| 2회전 (32강) | 2회전 (32강) | 2회전 (32강) |
| 승리         | 패배         |              |
| ------------ | ------------ | ------------ |
|              |              |              |

## 참조
1. ↑  김서윤 (2014년 8월 26일). “대통령배고교야구 서울고 우승…임석진 3관왕”. 《MK스포츠》. 2015년 5월 30일에 확인함.